# Funaria fuegiana
Funaria fuegiana är en bladmossart som beskrevs av C. Müller 1885. Funaria fuegiana ingår i släktet spåmossor, och familjen Funariaceae. Inga underarter finns listade i Catalogue of Life.